# John Brahm
John Brahm, pseudonimo di Hans Julius Brahm (Amburgo, 17 agosto 1893 – Malibù, 12 ottobre 1982), è stato un regista e attore tedesco naturalizzato statunitense.
Figlio dell'attore e regista teatrale Ludwig Brahm e nipote del critico teatrale nonché regista Otto Brahm, seguì presto le orme familiari. 
Con il nome di Hans Brahm, cominciò la sua carriera di attore sui palcoscenici di Vienna, Berlino e Parigi. 
Come già aveva fatto suo padre, passò presto alla regia e debuttò nel cinema dirigendo i dialoghi di un film di produzione franco-tedesca che aveva come protagonista la sua futura moglie, Dolly Haas.

## Biografia
Nato nel 1893 in Germania, la lasciò nel 1933 per riparare prima in Francia e poi, l'anno dopo, in Gran Bretagna dove nel 1936 girò, insieme ad altri rifugiati, Giglio infranto, un remake del capolavoro di David W. Griffith. Nell'ottobre dello stesso anno, si sposò con l'attrice Dolly Haas, da cui avrebbe poi divorziato nel 1941. Nel 1937, raggiunti gli Stati Uniti, andò a vivere a Hollywood, intraprendendo una lunga carriera cinematografica e televisiva. Incominciò a lavorare per la Columbia Pictures per poi passare alla 20th Century Fox.
A John Brahm si devono almeno una dozzina degli episodi originali della serie tv Ai confini della realtà (The Twilight Zone), incluso il celebre Tempo di leggere (1959).

## Filmografia parziale

### Regista
- Giglio infranto (Broken Blossoms) (1936)
- Counsel for Crime (1937)
- Penitentiary (1938)
- Vogliamo l'amore (Girls' School o The Romantic Age) (1938)
- Lasciateci vivere! (Let Us Live) (1939)
- Rio (1939)
- Indietro non si torna (Escape to Glory) (1940)
- Il richiamo del nord (Wild Geese Calling) (1941)
- The Undying Monster (1942)
- Veleno in paradiso (Guest in the house) (1944)
- Il pensionante (The Lodger) (1944)
- Nelle tenebre della metropoli (Hangover Square) (1945)
- Il segreto del medaglione (The Locket) (1946)
- Singapore (1947)
- La moneta insanguinata (The Brasher Doubloon) (1947)
- L'Atlantide (Siren of Atlantis) (1949) (fu uno dei tre registi che si avvicendarono dietro la macchina da presa)
- Il ladro di Venezia (1950)
- Uomini senza paura (Face to Face) (1952)
- Nostra Signora di Fatima (The Miracle of Our Lady of Fatima) (1952)
- Il diamante del re (The Diamond Queen) (1953)
- Il mostro delle nebbie (The Mad Magician) (1954)
- L'adorabile creatura (Special Delivery) (1955)
- La moschea nel deserto (Bengazi) (1955)
- Ai confini della realtà (The Twilight Zone) - Serie TV, 12 episodi (1959-1964)
- 52 miglia di terrore (Hot Rods to Hell) (1967)

### Aiuto regista
- Großstadtnacht, regia di Fedor Ozep (1932)